# 卡利納 (傑拉日尼亞區)
49°16′6″N 27°32′23″E / 49.26833°N 27.53972°E
卡利納（烏克蘭語：Кальна）是位於烏克蘭西部的村莊，由赫梅利尼茨基州裡赫梅利尼茨基區的德拉日尼亞市鎮負責管轄。該村始建於1860年，面積2.9平方公里，海拔高度347米，2001年人口673，人口密度每平方公里231.9人。